# Lauren Lyle
Pour les articles homonymes, voir Lyle.
Lauren Lyle, née le 12 juillet 1993 à Glasgow (Royaume-Uni), est une actrice écossaise connue pour son rôle récurrent de Marsali MacKimmie Fraser dans la série télévisée Outlander sur la chaine Starz et pour son rôle d'activiste pacifiste dans la série télévisée Vigil sur la BBC. Lauren Lyle joue le rôle principal du sergent-détective Karen Pirie dans le thriller policier d'ITV, Karen Pirie.

## Biographie

### Formation
Après avoir joué au Edinburgh Festival Fringe pour Fourth Monkey et à Londres dans The Crucible, Lauren Lyle est acceptée au National Youth Theatre en 2015dans le cadre d'un programme très compétitif qui accepte environ quinze ou seize acteurs de moins de vingt-cinq ans jouant dans une série de pièces dans le West End de Londres au cours de cette année.

### Carrière
Son premier rôle en tant qu'actrice professionnelle remonte à 2014 lorsqu'elle joue dans le spectacle acclamé par la critique The Crucible réalisé au Old Vic Theatre dans le West End.
En 2015, Lauren Lyle est acceptée dans un programme du National Youth Theatre lui permettant de jouer dans trois pièces au cours de la saison. Elle apparait ainsi comme Catherine dans Wuthering Heights, Diane dans Consensual, et le Prince d' Arragon dans The Merchant of Venice de Shakespeare,,. Sa première apparition à la télévision, sur BBC Three 's BBC Comedy Feeds, la voit apparaître dans un épisode de la série quatre intitulé Radges,.
Le drame en milieu médical Holby City voit Lauren Lyle évoluer dans le rôle de Katherine Rice dans la série de dix-huit épisodes "Who You Are" (2016),. Ensuite elle joue dans trois épisodes, face à Sean Bean, dans le drame primé de la BBC Broken,.
En 2017, Lauren Lyle débute dans le rôle récurrent de Marsali MacKimmie Fraser dans le drame de voyage dans le temps à succès de Starz, Outlander, basé sur la série de livres à succès de Diana Gabaldon le Chardon et le tartan,. En 2018, elle joue dans l'adaptation cinématographique du roman Tell It to the Bees de Fiona Shaw, aux côtés d'Anna Paquin et Holliday Grainger, et du premier court métrage de Lily Rose Thomas, Girls Who Drink,.
Début 2020, Lauren Lyle anime le podcast She's a Rec' . Dans chaque épisode, elle interviewe une invitée sur les « albums, films, livres et héros féminins » qui ont eu le plus d'influence dans leur vie,. En 2021, Lauren Lyle apparaîtrait dans la série policière Vigil de la BBC. L'émission, qui se déroule dans un sous-marin lance-missiles balistiques, a enregistré plus de 10,2 millions de vues au cours des sept premiers jours, ce qui en fait l'émission la plus regardée de l'année par la BBC,
En 2022, Lauren Lyle joue le rôle principal du sergent-détective dans la série policière d'ITV, Karen Pirie, d’après le roman de Val McDermid, The Distant Echo.

## Filmographie

### Film
| Année | Titre                                  | Personnage   | Remarques           |
| ----- | -------------------------------------- | ------------ | ------------------- |
| 2013  | WhosApp                                | Grâce Timms  | Court métrage       |
| 2014  | Bureau Ugetsu                          | Annie        | Court métrage       |
| 2015  | . . . Et tu es de retour dans la pièce | Sœur         | Court métrage       |
| 2015  | Le nouvel espoir                       | Demoiselle   |                     |
| 2018  | Tell it to the Bees                    | Annie Kramer |                     |
| 2018  | Girls Who Drink                        |              | Court métrage       |
| 2024  | The Outrun                             |              | de Nora Fingscheidt |

### Télévision
| Année        | Titre                     | Rôle                     | Remarques                   |
| ------------ | ------------------------- | ------------------------ | --------------------------- |
| 2015         | Flux de comédie de la BBC | Lauren                   | Épisode: "Radges"           |
| 2016         | Holby City                | Katherine Riz            | Épisode: "Qui tu es"        |
| 2017         | Cassé                     | Chloé Demichelis         | 3 épisodes                  |
| 2017         | Mise en scène             | Se                       | Documentaire télévisé       |
| 2017-présent | Outlander                 | Marsali MacKimmie Fraser | Rôle récurrent, 19 épisodes |
| 2021         | Vigil                     | Jade Antoniak            |                             |
| 2022         | Karen Pirie               | DS Karen Pirie           | Rôle principal              |
| 2025         | Toxic Town                | Dani Holliday            |                             |

### Théâtre
| An   | Titre                  | Rôle            | Directeur   | Théâtre             |
| ---- | ---------------------- | --------------- | ----------- | ------------------- |
| 2014 | Les sorcières de Salem | Ensemble        | Yaël Farber | Théâtre Old Vic     |
| 2015 | Les Hauts de Hurlevent | Catherine       | Émilie Lin  | Ambassadors Theatre |
| 2015 | Consensuel             | Diane           | Pia Furtado | Ambassadors Theatre |
| 2015 | Le Marchand de Venise  | Prince d'Aragon | Anna Niland | Ambassadors Theatre |

### Podcast
| Année | Titre         | Production  | Remarques   |
| ----- | ------------- | ----------- | ----------- |
| 2020  | She is A Rec' | Lauren Lyle | 11 épisodes |

## Distinctions
En novembre 2023, Lauren Lyle reçoit un BAFTA Scotland pour la meilleure actrice de télévision pour son rôle dans la série Karen Pirie et le prix du public pour l’Écossaise préférée à l’écran.